# 2014-es brazil labdarúgó-bajnokság (első osztály)
A 2014-es brazil labdarúgó-első osztály, más néven Brasileiro Série A a brazil országos bajnokságok 58-ik szezonja a megalakulása óta. A bajnokság élén a Cruzeiro csapata végzett. A tabella első helyére a 6. fordulóban került és a szezon végéig megőrizte pozícióját, így megvédte előző évi bajnoki címét.

## Változások az előző idényhez képest
A Série B-ből feljutott a Série A-ba.
- Palmeiras
- Chapecoense
- Sport Recife
- Figueirense

A Série A-ból kiesett a Série B-be
- Portuguesa
- Vasco da Gama
- Ponte Preta
- Náutico

## A bajnokság alakulása
| 1   | 2   | 3   | 4   | 5   | 6   | 7   | 8   | 9   | 10  | 11  | 12  | 13  | 14  | 15  | 16  | 17  | 18  | 19  |
| FLU | FLU | COR | INT | INT | CRU | CRU | CRU | CRU | CRU | CRU | CRU | CRU | CRU | CRU | CRU | CRU | CRU | CRU |
| 20  | 21  | 22  | 23  | 24  | 25  | 26  | 27  | 28  | 29  | 30  | 31  | 32  | 33  | 34  | 35  | 36  | 37  | 38  |
| CRU |     |     |     |     |     |     |     |     |     |     |     |     |     |     |     |     |     |     |

| 1   | 2   | 3   | 4   | 5   | 6   | 7   | 8   | 9   | 10  | 11  | 12  | 13  | 14  | 15  | 16  | 17  | 18  | 19  |     |
| FIG | FIG | FIG | FIG | CHA | CHA | FIG | CTB | FIG | FLA | FLA | FIG | FLA | CTB | CTB | PAL | PAL | VIT | VIT | VIT |
| 20  | 21  | 22  | 23  | 24  | 25  | 26  | 27  | 28  | 29  | 30  | 31  | 32  | 33  | 34  | 35  | 36  | 37  | 38  |     |
| BAH | VIT | VIT | PAL | CRI | CTB | CTB | BOT | CTB | CTB | CRI | CRI | CRI | CRI | CRI | CRI | CRI | CRI | CRI |     |

## Részt vevő csapatok
| Csapat               | Város          | Stadion           | Férőhely |
| -------------------- | -------------- | ----------------- | -------- |
| Atlético Mineiro     | Belo Horizonte | Independência     | 23,018   |
| Athletico Paranaense | Curitiba       | Arena da Baixada  | 43,000   |
| Bahia                | Salvador       | Fonte Nova        | 51,708   |
| Botafogo             | Rio de Janeiro | Maracanã          | 78,838   |
| Chapecoense          | Chapecó        | Arena Condá       | 22,600   |
| Corinthians          | São Paulo      | Arena Corinthians | 48,234   |
| Coritiba             | Curitiba       | Couto Pereira     | 40,310   |
| Criciúma             | Criciúma       | Heriberto Hülse   | 19,300   |
| Cruzeiro             | Belo Horizonte | Mineirão          | 58,170   |
| Figueirense          | Florianópolis  | Orlando Scarpelli | 19,908   |
| Flamengo             | Rio de Janeiro | Maracanã          | 78,838   |
| Fluminense           | Rio de Janeiro | Maracanã          | 78,838   |
| Goiás                | Goiânia        | Serra Dourada     | 50,049   |
| Grêmio               | Porto Alegre   | Arena do Grêmio   | 55,662   |
| Internacional        | Porto Alegre   | Beira-Rio         | 50,128   |
| Palmeiras            | São Paulo      | Pacaembu          | 37,730   |
| Sport Recife         | Recife         | Ilha do Retiro    | 35,020   |
| Santos               | Santos         | Vila Belmiro      | 16,798   |
| São Paulo            | São Paulo      | Morumbi           | 67,052   |
| Vitória              | Salvador       | Barradão          | 35,632   |

## Tabella
| #   | Csapat                 | M  | GY | D  | V  | G+ – G– | GK  | P  | Megjegyzések                           |
| --- | ---------------------- | -- | -- | -- | -- | ------- | --- | -- | -------------------------------------- |
| 1.  | Cruzeiro CV (B)        | 38 | 24 | 8  | 6  | 67–38   | +29 | 80 | 2015-ös Copa Libertadores - csoportkör |
| 2.  | São Paulo              | 38 | 20 | 10 | 8  | 59–40   | +19 | 70 | 2015-ös Copa Libertadores - csoportkör |
| 3.  | Internacional          | 38 | 21 | 6  | 11 | 53–41   | +12 | 69 | 2015-ös Copa Libertadores - csoportkör |
| 4.  | Corinthians            | 38 | 19 | 12 | 7  | 49–31   | +18 | 69 | 2015-ös Copa Libertadores - selejtező  |
| 5.  | Atlético Mineiro (KGY) | 38 | 17 | 11 | 10 | 51–38   | +13 | 62 | 2015-ös Copa Libertadores - csoportkör |
| 6.  | Grêmio                 | 38 | 17 | 10 | 11 | 36–24   | +12 | 61 | 2015-ös Copa do Brasil - nyolcaddöntő  |
| 7.  | Fluminense             | 38 | 17 | 10 | 11 | 61–42   | +19 | 61 | 2015-ös Copa Sudamericana              |
| 8.  | Athletico Paranaense   | 38 | 15 | 9  | 14 | 43–42   | +1  | 54 | 2015-ös Copa Sudamericana              |
| 9.  | Santos                 | 38 | 15 | 8  | 15 | 42–35   | +7  | 53 | 2015-ös Copa Sudamericana              |
| 10. | Flamengo               | 38 | 14 | 10 | 14 | 46–47   | −1  | 52 | 2015-ös Copa Sudamericana              |
| 11. | Sport Recife Ú         | 38 | 14 | 10 | 14 | 36–46   | −10 | 52 | 2015-ös Copa Sudamericana              |
| 12. | Goiás                  | 38 | 13 | 8  | 17 | 38–40   | −2  | 47 | 2015-ös Copa Sudamericana              |
| 13. | Figueirense Ú          | 38 | 13 | 8  | 17 | 37–47   | −10 | 47 |                                        |
| 14. | Coritiba               | 38 | 12 | 11 | 15 | 42–45   | −3  | 47 |                                        |
| 15. | Chapecoense Ú          | 38 | 11 | 10 | 17 | 39–44   | −5  | 43 |                                        |
| 16. | Palmeiras Ú            | 38 | 11 | 7  | 20 | 34–59   | −25 | 40 |                                        |
| 17. | Vitória (K)            | 38 | 10 | 8  | 20 | 37–54   | −17 | 38 | 2015-ös Série B                        |
| 18. | Bahia (K)              | 38 | 9  | 10 | 19 | 31–43   | −12 | 37 | 2015-ös Série B                        |
| 19. | Botafogo (K)           | 38 | 9  | 7  | 22 | 31–48   | −17 | 34 | 2015-ös Série B                        |
| 20. | Criciúma (K)           | 38 | 7  | 11 | 20 | 28–56   | −28 | 32 | 2015-ös Série B                        |

Utolsó frissítés: 2014. december 10. 
Forrás: Football League Tables 
A rangsorolás alapszabályai: 1. összpontszám, 2. egymás elleni eredmények összpontszáma, 3. gólkülönbség, 4. szerzett gólok száma.
(B): Bajnokcsapat, (K): Kieső csapat, (F): Feljutó csapat, (I): Kupainduló, (R): A rájátszás győztese, (KGY): Kupagyőztes

(CV): Címvédő, (Ú): Újonc

## Góllövőlista
| #  | Játékos         | Csapat              | Gól |
| -- | --------------- | ------------------- | --- |
| 1  | Fred            | Fluminense          | 18  |
| 2  | Henrique        | Palmeiras           | 16  |
| 2  | Ricardo Goulart | Cruzeiro            | 16  |
| 4  | Marcelo Moreno  | Cruzeiro            | 15  |
| 5  | Barcos          | Grêmio              | 14  |
| 6  | Paolo Guerrero  | Corinthians         | 12  |
| 7  | Erik Lima       | Goiás               | 10  |
| 7  | Diego Tardelli  | Atlético Mineiro    | 10  |
| 7  | Leandro         | Chapecoense         | 10  |
| 10 | Cléo            | Atlético Paranaense | 9   |
| 10 | Alan Kardec     | São Paulo           | 9   |
| 10 | Darío Conca     | Fluminense          | 9   |
| 10 | Dinei           | Vitória             | 9   |
| 10 | Luís Fabiano    | São Paulo           | 9   |
| 10 | Pato            | São Paulo           | 9   |